# Senat de la Monarquia romana
El Senat de la Monarquia romana va ser una institució política de el període monàrquic de Roma. La paraula Senat, Senatus, deriva de el llatí senex, que significa "ancià" i per tant, Senat significa "consell d'ancians". Els indoeuropeus que es van assentar en el que seria Roma segles abans de la seva llegendària fundació al 753 a.C. estaven organitzats en comunitats tribals. Aquestes tribus sovint comptaven amb un consell aristocràtic d'ancians que eren investits amb autoritat suprema sobre la seva tribu. Les tribus que inicialment s'havien establert al llarg dels bancs del riu Tíber finalment es van agrupar en una laxa confederació i més tard van formar una aliança per protegir-se davant els invasors. Per la qual cosa es van fer encara més forts del que eren.
Els primers romans era profundament patriarcals. La família romana arcaica era cridada gens o "clan". Cada clan era un grup de famílies associades sota la presència d'un patriarca comú anomenat pater (terme llatí per a "pare"). El pater era l'amo indiscutible del seu clan i tenia el poder absolut per resoldre disputar i decidir per la seva gens. A mesura que les primerenques gens de Roma s'anaven agrupant per formar una comunitat, els patres dels clans predominants eren triats per al consell d'ancians, que es convertiria en el Senat romà. Segons la tradició, el Senat va créixer fins a aconseguir tres-cents membres després de ser ampliat en blocs de cent senadors en moments concrets. No obstant això, el més probable va ser que s'incorporaran més senadors amb el temps a mesura que més clans aconseguien la seva rellevància. El Senat arcaic rebia la seva sobirania i el fet que estava format pels caps patriarcals de les famílies predominants. Igual que un pater dirigia la seva família, el consell de patres dirigia la confederació d'aquestes famílies. Amb el temps, els patres veurien la necessitat de tenir un únic líder. Així, triarien un rei (rex) a què concedirien el seu poder sobirà. El rei presidia el senat, designava als senadors i expulsava individus de senat. Quan el rei moria, la seva sobirania tornava de forma natural als patres.